# 전혜상
전혜상(1984년 8월 30일 ~)은 대한민국의 가수 겸 배우다.

## 방송
- 날아라 슛돌이 2기 (2006)
- 연개소문 (2006~2007)